# 492 a. C.
El año 492 a. C. fue un año del calendario romano prejuliano. En el Imperio romano se conocía como el Año del consulado de Macerino y Augurino (o menos frecuentemente, año 262 Ab urbe condita).

## Acontecimientos
- Mardonio de Persia reconquista Tracia y ocupa Macedonia.
- Batalla Naval de Athos entre las flotas persa y griega. Mardonio detiene su ofensiva contra Eretria y Atenas.
- Marcio Cariolano es juzgado por traición por los tribunos de la plebe y enviado al exilio.

- Datos: Q237595